# Plebejus calliopis
Plebejus calliopis is een vlinder uit de familie van de Lycaenidae. De wetenschappelijke naam van de soort is voor het eerst geldig gepubliceerd in 1832 door Jean Baptiste Boisduval.

## Ondersoorten
- Plebejus calliopis calliopis
- Plebejus calliopis aborigeni Zhdanko, 1999
- Plebejus calliopis aegina (Grum-Grshimailo, 1891)
- Plebejus calliopis armoricanellus (Beuret, 1934)
- Plebejus calliopis gissari Zhdanko, 1999
- Plebejus calliopis polaris (Nordström, 1928)
- Plebejus calliopis sailjugemicus Zhdanko & Samodurov, 1999